# Каменський міський округ
Ка́менський міський округ (рос. Каменский городской округ) — адміністративна одиниця Свердловської області Російської Федерації.
Адміністративний центр — селище міського типу Мартюш.

## Населення
Населення міського округу становить 27970 осіб (2018; 28111 у 2010, 29683 у 2002).

## Склад
До складу міського округу входять 66 населених пунктів, які утворюють 16 територіальних відділів адміністрації:
| Населений пункт                      | Населення, осіб (2002) | Населення, осіб (2010) |
| ------------------------------------ | ---------------------- | ---------------------- |
| Барабановський територіальний відділ |                        |                        |
| Барабановське, село                  | 172                    | 181                    |
| Гашеньова, присілок                  | 36                     | 23                     |
| Комарова, присілок                   | 37                     | 25                     |
| Степний, селище                      | 42                     | 54                     |
| Череміська, присілок                 | 76                     | 61                     |
| Бродівський територіальний відділ    |                        |                        |
| Брод, присілок                       | 639                    | 669                    |
| Ключики, присілок                    | 1                      | 5                      |
| Мартюш, селище міського типу         | 4179                   | 3994                   |
| Щербаково, село                      | 60                     | 58                     |
| Горноісетський територіальний відділ |                        |                        |
| Бекленіщева, присілок                | 68                     | 55                     |
| Горний, селище                       | 282                    | 275                    |
| Ключі, присілок                      | 1                      | 2                      |
| Перебор, присілок                    | 188                    | 175                    |
| Смолинське, село                     | 8                      | 21                     |
| Кисловський територіальний відділ    |                        |                        |
| Кисловське, село                     | 880                    | 920                    |
| Леб'яже, селище                      | 171                    | 132                    |
| Соколова, присілок                   | 245                    | 216                    |
| Клевакінський територіальний відділ  |                        |                        |
| Білоносова, присілок                 | 229                    | 198                    |
| Бубнова, присілок                    | 41                     | 36                     |
| Клевакінське, село                   | 1025                   | 955                    |
| Малиновка, присілок                  | 0                      | 1                      |
| Мосіна, присілок                     | 57                     | 59                     |
| Мухлиніна, присілок                  | 61                     | 70                     |
| Чечуліна, присілок                   | 104                    | 88                     |
| Колчеданський територіальний відділ  |                        |                        |
| Колчедан, село                       | 2463                   | 2318                   |
| Колчедан, селище                     | 57                     | 38                     |
| Соколова, село                       | 378                    | 366                    |
| Маминський територіальний відділ     |                        |                        |
| Давидова, присілок                   | 49                     | 23                     |
| Ісетське, село                       | 206                    | 173                    |
| Маминське, село                      | 1324                   | 1173                   |
| Старикова, присілок                  | 102                    | 90                     |
| Троїцьке, село                       | 297                    | 245                    |
| Шилова, присілок                     | 286                    | 247                    |
| Новоісетський територіальний відділ  |                        |                        |
| Бойовка, присілок                    | 33                     | 20                     |
| Новоісетське, село                   | 1864                   | 1687                   |
| Чорноскутова, присілок               | 471                    | 429                    |
| Окуловський територіальний відділ    |                        |                        |
| Крайчикова, присілок                 | 112                    | 95                     |
| Новий Бит, селище                    | 503                    | 400                    |
| Окулово, село                        | 156                    | 139                    |
| Потаскуєва, присілок                 | 115                    | 81                     |
| Сінарський, селище                   | 124                    | 89                     |
| Чайкина, присілок                    | 17                     | 17                     |
| Позаріхинський територіальний відділ |                        |                        |
| Біловодьє, присілок                  | 104                    | 121                    |
| Мазуля, присілок                     | 43                     | 36                     |
| Позаріха, село                       | 2210                   | 2273                   |
| Свобода, присілок                    | 18                     | 24                     |
| Покровський територіальний відділ    |                        |                        |
| Кодінський, селище                   | 14                     | 0                      |
| Мала Білоносова, присілок            | 255                    | 176                    |
| Первомайський, селище                | 585                    | 499                    |
| Покровське, село                     | 1875                   | 1916                   |
| Солнечний, селище                    | -                      | -                      |
| Часова, присілок                     | 196                    | 205                    |
| Рибниковський територіальний відділ  |                        |                        |
| Богатьонкова, присілок               | 235                    | 261                    |
| Рибниковське, село                   | 1034                   | 950                    |
| Сіпавський територіальний відділ     |                        |                        |
| Пирогово, село                       | 447                    | 436                    |
| Сіпавське, село                      | 857                    | 799                    |
| Сосновський територіальний відділ    |                        |                        |
| Ленінський, селище                   | 398                    | 392                    |
| Октябрський, селище                  | 134                    | 83                     |
| Походилова, присілок                 | 233                    | 187                    |
| Сосновське, село                     | 1234                   | 1087                   |
| Трав'янський територіальний відділ   |                        |                        |
| Велика Грязнуха, село                | 514                    | 531                    |
| Кремльовка, присілок                 | 250                    | 285                    |
| Трав'яни, селище                     | 22                     | 23                     |
| Трав'янське, село                    | 1114                   | 1137                   |
| Черемховський територіальний відділ  |                        |                        |
| Черемхово, село                      | 578                    | 582                    |
| Чорноусова, присілок                 | 174                    | 205                    |

2017 року до складу міського округу було передане селище Кодінський зі складу Каменськ-Уральського міського округу.

## Найбільші населені пункти
| № | Населений пункт | Населення, осіб (2002) | Населення, осіб (2010) |
| - | --------------- | ---------------------- | ---------------------- |
| 1 | Мартюш          | 4 179                  | 3 994                  |
| 2 | Колчедан (село) | 2 463                  | 2 318                  |
| 3 | Позаріха        | 2 210                  | 2 273                  |
| 4 | Покровське      | 1 875                  | 1 916                  |
| 5 | Новоісетське    | 1 864                  | 1 687                  |
| 6 | Маминське       | 1 324                  | 1 173                  |
| 7 | Трав'янське     | 1 114                  | 1 137                  |
| 8 | Сосновське      | 1 234                  | 1 087                  |